# Davi Banda
Davi John Banda (ur. 29 grudnia 1983 w Zombie) – malawijski piłkarz występujący na pozycji pomocnika.

## Kariera

### Klubowa
Jest wychowankiem Bakili Bullets. W latach 2004–2011 grał w Red Lions FC. W sezonie 2011/2012 grał w Black Leopards FC, a w latach 2012-2019 był zawodnikiem Kamuzu Barracks FC.

### Reprezentacyjna
Wystąpił w 66 meczach reprezentacji Malawi, w których strzelił 5 goli. Podczas Pucharu Narodów Afryki 2010 strzelił bramkę na 3:0 przeciwko Algierii.